# 卡尔萨达镇
卡尔萨达镇，是西班牙埃斯特雷马杜拉巴达霍斯省的一个市镇。总面积14平方公里，总人口5522人（2001年），人口密度394人/平方公里。